# Corematura abdominalis
Corematura abdominalis là một loài bướm đêm thuộc phân họ Arctiinae, họ Erebidae.